# Guo Xinxin
Guo Xinxin, född den 2 augusti 1983 i Shenyang, Kina, är en kinesisk freestyleåkare.
Hon tog OS-brons i damernas hopp i samband med de olympiska freestyletävlingarna 2010 i Vancouver.